# 스티븐 스탬코스
스티븐 스탬코스(영어: Steven Stamkos, 1990년 2월 7일~)는 캐나다의 아이스하키 선수로 포지션은 센터이다. 현재 내셔널 하키 리그(NHL)의 팀인 탬파베이 라이트닝에서 주장으로 뛰고 있다. 2008년 NHL 드래프트에서 전체 1순위로 탬파베이의 지명을 받으며 프로 경력을 시작했으며, 2020년과 2021년 연속 스탠리 컵 우승에 기여했다. 2010년과 2012년에 NHL 득점왕에게 주는 상인 모리스 "로켓" 리샤르 트로피를 받았으며, NHL 세컨드팀 올스타에 2회(2011, 2012) 선정되었고, NHL 올스타전에 7번 참가하였다. 또한 1990년대에 태어난 NHL 선수 중 가장 많은 골과 득점을 기록했다. 
캐나다 국가대표팀의 일원으로 국제 대회에 참가했으며, 세계 아이스하키 선수권 대회에 3번 참가하여 2009년 대회에서 준우승을 차지했다. 2016년에는 월드컵에 캐나다팀의 일원으로 참가하여 우승을 차지했다.